# Cadiz (Kentucky)
Cadiz város az USA Kentucky államában. Lakosainak száma 2540 fő (2020. április 1.).

## Népesség
A település népességének változása:

| 2010 | 2 558 |
| 2020 | 2 540 |